# Torneio de Rotterdam
O Torneio de Rotterdam chamado no início de Rotterdam AD-Tournament devido à criação pelo jornal holandês Algemeen Dagbladé, também chamado de Feyenoord Tournament por causa do clube anfitrião Feyenoord foi o segundo torneio de futebol internacional mais tradicional realizado no verão dos Países Baixos (Holanda).
O torneio conta sempre com quatro clubes: o anfitrião Feyenoord e outros três, que são convidados.

## Edições do Torneio de Rotterdam
| Ano  | Campeão             | Vice-campeão      | 3° Lugar         | 4º Lugar      |
| ---- | ------------------- | ----------------- | ---------------- | ------------- |
| 1978 | Feyenoord           | Everton           | Benfica          | Brugge        |
| 1979 | Feyenoord           | Ipswich           | PSV Eindhoven    | RWD Molenbeek |
| 1980 | Southampton         | Brugge            | Schalke 04       | Feyenoord     |
| 1981 | Celtic              | Dukla Praga       | Anderlecht       | Feyenoord     |
| 1982 | Feyenoord           | Celtic            | Áustria Viena    | Arsenal       |
| 1983 | Hamburgo            | Standard Liège    | Feyenoord        | Liverpool     |
| 1984 | Feyenoord           | Manchester United | Stuttgart        | Anderlecht    |
| 1985 | Grêmio              | Bayern de Munique | Feyenoord        | Honvéd        |
| 1986 | Werder Bremen       | Feyenoord         | Everton          | Santos        |
| 1987 | Standard Liège      | Feyenoord         | Atlético Mineiro | Roma          |
| 1988 | Feyenoord           | Real Madrid       | Royal Antwerp    | Aberdeen      |
| 1989 | Feyenoord           | Fluminense        | Anderlecht       | Benfica       |
| 1990 | Feyenoord           | Sparta Praga      | Stuttgart        | Porto         |
| 1991 | Dínamo de Bucareste | Feyenoord         | Galatasaray      | Mechelen      |